# Henri Patin
Henri Patin (Parigi, 21 agosto 1793 – 19 febbraio 1876) è stato un letterato ed erudito francese.

## Biografia
Professore alla Sorbona nel 1833 di poesia latina.
Fu bibliotecario del palazzo di Versailles nel 1849.
Pubblicò numerosi studi sulle letterature classiche e, in modo particolare gli studi sui tragici greci (1841-1843).
Eletto membro nel 1842, nominato poi segretario nel 1871 dell'Accademia di Francia.